# Carinoturris fortis
Carinoturris fortis är en snäckart som beskrevs av Bartsch 1944. Carinoturris fortis ingår i släktet Carinoturris och familjen Turridae. Inga underarter finns listade i Catalogue of Life.